# Chi Cheng
Chi Ling Dai Cheng (Stockton, 15 luglio 1970 – Santa Clara, 13 aprile 2013) è stato un bassista statunitense, noto per la sua militanza nei Deftones fino al 2008.

## Biografia
Conseguì una laurea in letteratura inglese e fu appassionato di poesia, tanto da aver pubblicato una raccolta di poesie intitolata The Bamboo Parachute, uscita sotto forma di album discografico nel 2000, dove le poesie vennero recitate dallo stesso Cheng.
Fu di religione buddhista, con interesse per il Taoismo, e fu anche vegetariano. Tra le sue influenze musicali vi furono il jazz, il blues e il reggae, con ammirazione verso Bob Marley; fu fan anche degli Iron Maiden, definendo il loro bassista Steve Harris come la sua più grande influenza.
A lui i Korn dedicarono Chi, secondo brano dell'album Life Is Peachy, mentre i californiani Dredg gli dedicarono il loro quarto album The Pariah, the Parrot, the Delusion del 2009.

### L'incidente stradale e la morte
Il 5 novembre 2008, Cheng era in viaggio in macchina con la sorella Mae, quando il loro veicolo si scontrò con un'altra macchina e si capovolse tre volte. Cheng, che occupava il sedile del passeggero, non indossava la cintura di sicurezza ed è stato espulso dal veicolo, mentre la sorella riportò soltanto lievi ferite in quanto indossava la cintura di sicurezza. Mae, insieme ad altri due soccorritori, aiutarono Cheng tenendogli la testa ferma ed inserendogli un tubo all'interno della gola per aiutarlo a respirare fino a quando non giunse l'ambulanza per portarlo in ospedale. Secondo la dichiarazione dei medici quest'ultimo gesto è stato fondamentale per garantirgli la sopravvivenza. Secondo quanto dichiarato dai Deftones, l'automobilista che investì l'auto su cui Cheng era presente era in stato di ubriachezza. L'incidente lo portò in uno stato di coma semicosciente.
Cheng venne temporaneamente sostituito da Sergio Vega, già bassista dei Quicksand e (come dichiarò Chino Moreno in un'intervista) già sostituto di Cheng in passato per alcuni concerti. A causa di tutto ciò Cheng non poté partecipare alle registrazioni degli album successivi Diamond Eyes (2010) e Koi no yokan (2012).
Nel periodo del coma venne creato appositamente il sito web One Love for Chi al fine di raccogliere fondi che sarebbero stati impiegati per pagare le sue cure. Inoltre, il bassista dei Korn Reginald "Fieldy" Arvizu scrisse ed eseguì insieme ad altri musicisti un brano strumentale intitolato A Song for Chi a lui dedicato, scaricabile da un sito appositamente creato. Tuttavia, nella notte del 13 aprile 2013, Cheng morì a causa di un arresto cardiaco.

## Discografia

### Da solista
- 2000 – The Bamboo Parachute

### Con i Deftones
Album in studio
- 1995 – Adrenaline
- 1997 – Around the Fur
- 2000 – White Pony
- 2003 – Deftones
- 2006 – Saturday Night Wrist

Raccolte
- 2005 – B-Sides & Rarities

EP
- 1999 – Live
- 2001 – Back to School (Mini Maggit)
- 2013 – Live: Volume I - Selections from Adrenaline (postumo)

### Collaborazioni
- 1998 – AA.VV. – Audiophile Reference I: Classical Music (guzheng in Fisherman's Evening Song)